# Rafał Bernacki
Rafał Bernacki (Jasło, 11 de septiembre de 1972) es un exjugador de balonmano polaco que jugaba de portero. Su último equipo fue el Vive Kielce. Fue un componente de la selección de balonmano de Polonia.

## Palmarés

### Kielce
- Liga de Polonia de balonmano (3): 1998, 1999, 2003
- Copa de Polonia de balonmano (4): 2000, 2003, 2004, 2006

## Clubes
| Club               | País     | Año       |
| ------------------ | -------- | --------- |
| Olimpia Jasło      | Polonia  | ?         |
| Hutnik Kraków      | Polonia  | ?-1996    |
| KS Kielce          | Polonia  | 1996-2000 |
| TSV Bayer Dormagen | Alemania | 2000-2001 |
| KS Kielce          | Polonia  | 2001-2006 |
| KS Kielce          | Polonia  | 2007-2008 |